# 시랜드 공국의 국가
바다에서의 자유(E mare libertas)는 시랜드 공국의 국가로, 시랜드 공국의 표어이기도 하다. 이 노래는 Basil Simonenko가 작곡했으며, 가사가 없는 국가이다.